# Gacha game
Een gacha game (Japans: ガチャゲーム, gacha gēmu) is een type computerspel dat zijn oorsprong vindt in Japan en de mechaniek van de gashapon-automaten implementeert.

## Beschrijving
In gacha-spellen worden spelers gestimuleerd om in-game valuta te gebruiken om een willekeurig item te bemachtigen. Een deel van de in-game valuta kan doorgaans worden verdiend door het spel te spelen, terwijl een ander deel kan worden gekocht met echt geld. De beloningen zijn vaak in de vorm van nieuwe personages, wapens of andere items. De belangrijkste aantrekkingskracht van gacha-spellen ligt in het element van toeval, waarbij spelers de kans krijgen om zeldzame en waardevolle beloningen te verkrijgen, vergelijkbaar met het openen van een mysteriebox.
Er zijn verschillende soorten gacha-mechanismen. Het "Step-up gacha"-systeem beloont spelers met steeds zeldzamere prijzen naarmate ze meer opeenvolgende pulls doen, terwijl het "Package gacha" een beperkt aantal beloningen aanbiedt, waarbij de kans om een zeldzame prijs te verkrijgen na elke pull toeneemt, wat zorgt voor een meer voorspelbare beloningsstructuur. De willekeurigheid en opwinding die gepaard gaan met deze mechanismen, in combinatie met een lage instapdrempel, maken deze spellen verslavend en zeer winstgevend voor ontwikkelaars.

## Geschiedenis
De geschiedenis van gacha-spellen gaat terug naar vroege mobiele games zoals Dragon Collection, dat in 2010 werd gelanceerd en een van de eerste grote successen in het genre werd. Dit werd gevolgd door spellen zoals Puzzle & Dragons, dat het gacha-systeem revolutioneerde en een enorm financieel succes werd, met wereldwijd meer dan 7 miljard dollar aan inkomsten.